# Левинские
Левинские (пол. Lewiński) — дворянский род.
Родом из прежней Прусской провинции. Мартын Левинский, в 1733 году, был Послом от той Провинции на Варшавском Сейме и подал голос в пользу Короля Августа III.

## Описание герба
Герб Брохвич 3 или ЛевинскийВ золотом поле, пол-оленя красного, вправо, на золотом полумесяце, обращенном рогами к нижнему левому углу щита; под полумесяцем золотая шестиконечная звезда.
В навершии шлема три павлиньи пера; на них золотой полумесяц рогами вниз, а под полумесяцем такая же звезда. Герб Брохвич 3 (употребляют: Левинские) внесен в Часть 1 Гербовника дворянских родов Царства Польского, стр. 99.

## Герб используют
14 родовBachs, Bandemer, Czapiewski, Gosicki, Hackenbeck, Lewiński, Pobolski, Roik, Rutkowski, Slaski, Ślaski, Zelewski, Zleka, Złoszcz, Żelewski
Есть также роды Левинских гербов Анцута, Лев VIII, Леварт, Лук, Помян, Правдзиц, Сас, Уланицкий